# Митропа куп 1970.
Митропа куп 1970. је било 29. издање клупског фудбалског такмичења Митропа купа.
Такмичење је трајало од 5. октобра 1969. до 20. јуна 1970. године.  Вашаш је у финалном двомечу био успешнији од  Интера из Братиславе и освојио пети трофеј Митропа купа. 

## Резултати

### Осминафинале
| Меч | Клуб             | Држава       | укупан рез. | Држава       | Клуб              | 1. утак. | 2. утак. |
| --- | ---------------- | ------------ | ----------- | ------------ | ----------------- | -------- | -------- |
| 1   | Интер Братислава | Чехословачка | 6:1         | Аустрија     | Први Бечки ФК     | 6:1      | -1       |
| 2   | Вакер Инзбрук    | Аустрија     | 3:32        | Мађарска     | Чепел             | 2:1      | 1:2      |
| 3   | Хајдук Сплит     | СФРЈ         | 3:1         | Италија      | Бреша             | 3:1      | 0:0      |
| 4   | Хонвед           | Мађарска     | 3:2         | Италија      | Лацио             | 1:1      | 2:1      |
| 5   | Вашаш            | Мађарска     | 4:3         | СФРЈ         | Вардар            | 1:1      | 3:5      |
| 6   | Раднички 1923    | СФРЈ         | 2:1         | Чехословачка | Локомотива Кошице | 2:0      | 0:1      |
| 7   | Славија Праг     | Чехословачка | 7:1         | Италија      | Верона            | 4:1      | 3:0      |
| 8   | Адмира Вакер     | Аустрија     | 4:2         | Чехословачка | Бохемијанс Праг   | 2:1      | 2:1      |

Напомене: 1 Први Бечки ФК је одустао од такмичења.
 2 Вакер Инзбрук је прошао у четвртфинале након бацања новчића.

### Четвртфинале
| Меч | Клуб          | Држава       | укупан рез.  | Држава       | Клуб             | 1. утак. | 2. утак. |
| --- | ------------- | ------------ | ------------ | ------------ | ---------------- | -------- | -------- |
| 1   | Адмира Вакер  | Аустрија     | 1:7          | Мађарска     | Вашаш            | 0:4      | 1:3      |
| 2   | Славија Праг  | Чехословачка | 3:3( п.г.г.) | СФРЈ         | Хајдук Сплит     | 1:1      | 2:2      |
| 3   | Раднички 1923 | СФРЈ         | 2:5          | Мађарска     | Хонвед           | 2:1      | 0:4      |
| 4   | Вакер Инзбрук | Аустрија     | 1:3          | Чехословачка | Интер Братислава | 0:3      | 1:0      |

### Полуфинале
| Меч | Клуб         | Држава       | укупан рез. | Држава       | Клуб             | 1. утак. | 2. утак. |
| --- | ------------ | ------------ | ----------- | ------------ | ---------------- | -------- | -------- |
| 1   | Славија Праг | Чехословачка | 1:2         | Мађарска     | Вашаш            | 1:1      | 0:1      |
| 2   | Хонвед       | Мађарска     | 1:3         | Чехословачка | Интер Братислава | 0:1      | 1:2      |

### Финале
| Меч | Клуб             | Држава       | укупан рез. | Држава   | Клуб  | 1. утак. | 2. утак. |
| --- | ---------------- | ------------ | ----------- | -------- | ----- | -------- | -------- |
| 1   | Интер Братислава | Чехословачка | 3:5         | Мађарска | Вашаш | 2:1      | 1:4      |

| Освајач Митропа купа 1970. |
| -------------------------- |
| Вашаш 5. Титула            |